# جنون شاه جرج
جنون شاه جرج (انگلیسی: The Madness of King George) فیلمی در ژانر زندگی‌نامه‌ای به کارگردانی نیکلاس هایتنر است که در سال ۱۹۹۴ منتشر شد.
هلن میرن توانست به‌خاطر بازی در این فیلم برای دریافتِ جایزه اسکار بهترین بازیگر نقش مکمل زن نامزد شود.

## بازیگران
- نایجل هاثورن
- هلن میرن
- ایان هولم
- آماندا داناهو
- روپرت گراوس
- روپرت اورت
- جولین وادهام
- آنتونی کاف
- جیم کارتر
- نیکلاس سلبی
- سلینا کادل
- بری استنتون